# 5070 Arai
Az 5070 Arai (ideiglenes jelöléssel 1991 XT) a Naprendszer kisbolygóövében található aszteroida. Ueda Szeidzsi és Kaneda Hirosi fedezte fel 1991. december 9-én.